# Matěj Vydra
Matěj Vydra (Chotěboř, 1º maggio 1992) è un calciatore ceco, attaccante del Viktoria Plzeň.

## Caratteristiche tecniche
Vydra è un attaccante capace di calciare in porta indifferentemente con entrambi i piedi, nonostante sia principalmente destro. Calciatore polivalente, lavora molto di fisico, svariando però su tutto il fronte offensivo, senza necessariamente dover ricevere la palla sui piedi in area di rigore ed è un abile finalizzatore.

## Carriera

### Club

#### Banik Ostrava
Dopo aver giocato nelle giovanili dell'FC Chotěboř e del Vysočina Jihlava nella stagione 2008-2009 entra in prima squadra. Le sue prestazioni vengono notate dal Baník Ostrava che a gennaio del 2010 lo acquista nella stagione 2009-10 a 17 anni per una cifra vicina ai 20 milioni di corone ceche. Ad Ostrava realizza 4 reti in 14 incontri: l'1-0 contro lo Slavia Praga (3-1 per il Baník), una doppietta (il 3-1 e il 4-1) contro lo Jablonec, dopo aver sostituito nel finale Róbert Zeher e l'ultimo in Příbram-Baník Ostrava 1-1 nel quale parte da titolare per poi essere sostituito da Róbert Zeher a 20 minuti dal termine.

#### Udinese

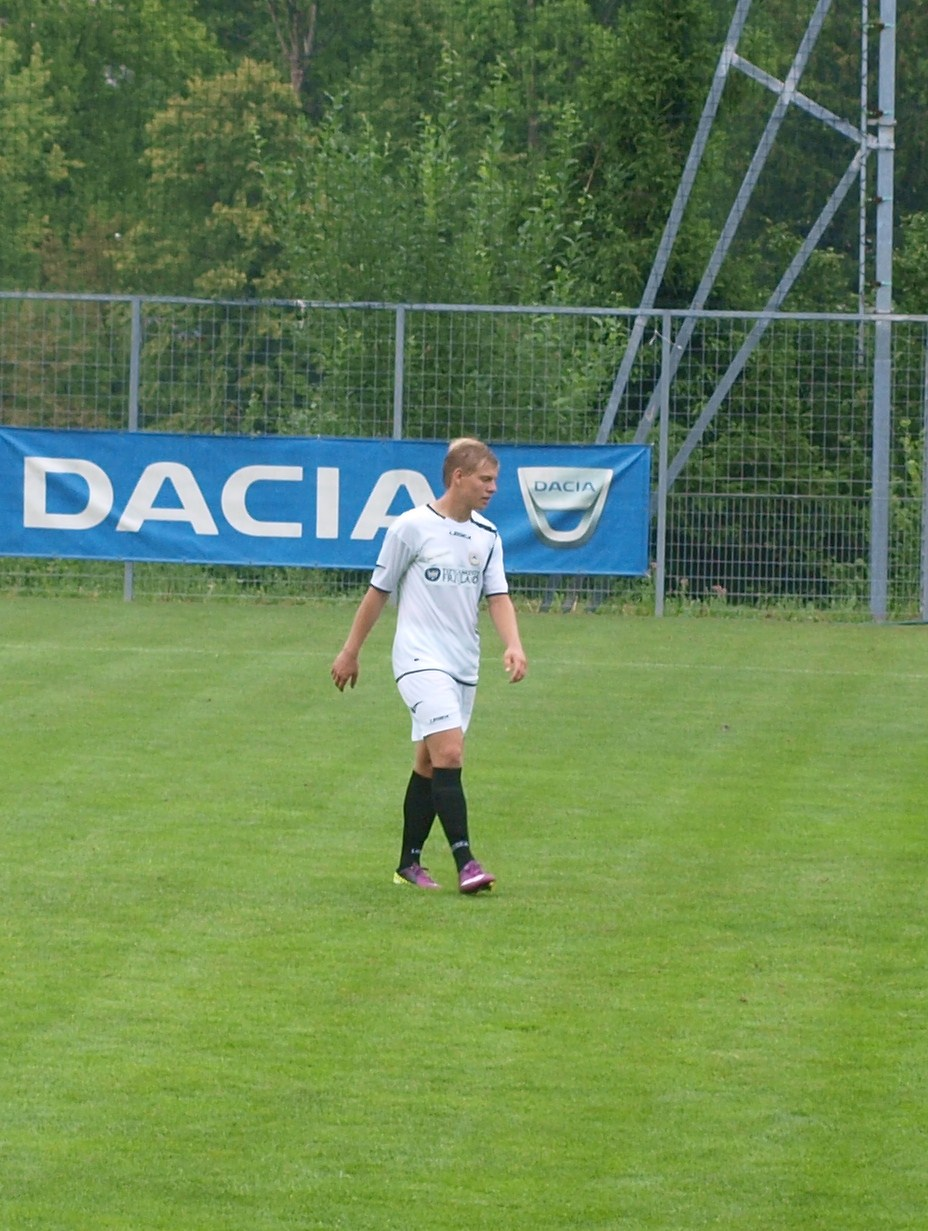
Vydra in allenamento nell'estate 2011 con la maglia dell'Udinese.

Le sue prestazioni vengono notate anche all'estero, ed infatti il 6 giugno 2010 firma un contratto quinquennale con la squadra italiana dell'Udinese che lo preleva dal Baník Ostrava per una cifra di 100 milioni di corone ceche pari a 4 milioni di €. Il 5 luglio arriva ad Udine. Il 29 settembre viene votato dai giornalisti sportivi Rivelazione ceca dell'anno per le sue prestazioni al Baník Ostrava nella stagione 2009-2010. Esordisce con la maglia friulana il 27 ottobre 2010 in Coppa Italia, nella sfida contro il Padova conclusa con un netto 4-0 per l'Udinese, sostituendo all'81 minuto il compagno di reparto Floro Flores. Esordisce in Serie A il 9 aprile 2011 in Udinese-Roma dove subentra a Maurizio Domizzi: l'Udinese, dopo il suo ingresso, trova il pareggio (1-1) subendo la rete del 2-1 finale al 94'.

#### Club Bruges
Il 31 agosto 2011 si trasferisce nella squadra belga del Club Bruges con la formula del prestito annuale. Esordisce in campionato l'11 settembre 2011 subentrando nei minuti finali a Víctor Vázquez, nella sfida contro il Mechelen (1-2). Esordisce in coppa dieci giorni dopo nella partita contro il Dessel Sport (vinta in rimonta 2-3) entrando nel primo tempo al posto di Maxime Lestienne: subisce un grave infortunio, la rottura del legamento crociato anteriore del ginocchio destro, a pochi minuti dalla fine dell'incontro.
Il 30 gennaio 2012, a causa dell'infortunio, il Club Bruges ha deciso di rescindere il prestito e l'attaccante ceco ritorna all'Udinese.. Ritornato ad Udine decide di vestire la maglia numero 92, che rappresenta il suo anno di nascita.

#### Watford e West Browmich
Il 31 luglio 2012 viene prestato al Watford, club satellite dell'Udinese. Il 18 agosto 2012 Vydra realizza al 94' la rete del 2-3 contro il Crystal Palace all'esordio con la società inglese. Il 10 novembre realizza una doppietta nell'1-6 conseguito contro il Leeds United. Il 22 dicembre sigla un'altra doppietta contro il Nottingham Forest (2-0).
È artefice di altre cinque doppiette contro Brighton & Hove Albion (1-3), Middlesbrough (1-2), Huddersfield Town (4-0), Nottingham Forest (4-0) e Leicester City (3-1). A fine stagione colleziona 44 presenze e 22 marcature nel solo campionato, raggiungendo il quarto posto tra i capocannonieri.
Al termine della stagione viene votato miglior calciatore della Championship.
Ritornato ad Udine riesce a trovare spazio in Europa League giocando contro il Široki Brijeg: si fa notare nella partita di ritorno quando, entrato a pochi minuti dal termine, riesce a realizzare il 4-0 finale, sua prima rete in Europa.
I friulani lo mandano in prestito al West Bromwich. Debutta con la nuova maglia il 17 agosto giocando pochi minuti della partita persa 0-1 contro il Southampton. Realizza il suo primo gol in Premier League il 21 dicembre 2013, contro l'Hull City (1-1).

#### Ritorno al Watford
Il 26 giugno 2014 il Watford comunica di aver ripreso il calciatore in prestito annuale dell'Udinese. Torna a segnare il 9 agosto dello stesso anno, nella partita vinta 3-0 contro il Bolton Wanderers.
Il 25 aprile 2015 segna il secondo gol nella partita vinta 2-0 contro il Brighton & Hove che ha assicurato la promozione in Premier League alla squadra. Le ottime prestazioni fornite convincono il club ad acquistarlo a titolo definitivo nel giugno seguente, facendogli firmare un contratto quinquennale.

#### Prestito al Reading
L'ultimo giorno del calciomercato estivo 2015 viene ceduto in prestito al Reading fino al termine della stagione.

#### Derby County
Dopo aver debuttato in Premier League con gli Hornets in occasione della sconfitta con il Chelsea (1-2) del 20 agosto 2016, una settimana più tardi viene acquistato a titolo definitivo dal Derby County in cambio di € 9,3 milioni, con cui firma un contratto quadriennale.

### Nazionale
Dal 2007 milita nelle Nazionali minori. Partito dall'Under-16 ha dimostrato la sua bravura negli anni arrivando a realizzare diverse reti tra l'Under-16 e l'Under-19. Nell'Under-19 gioca contro l'Italia, Russia, Macedonia, Bosnia-Erzegovina e Bielorussia ma senza andare a segno nei cinque incontri.
Il 10 agosto, nella prima partita di qualificazione per gli Europei Under-21 2013, fornisce due assist a Václav Kadlec (autore di una tripletta) nell'8-0 contro l'Andorra. Debutta nella nazionale maggiore l'8 settembre 2012 contro la Danimarca in un match valido alle qualificazioni al Mondiale 2014 terminato (0-0).

## Statistiche

### Presenze e reti nei club
Statistiche aggiornate al 30 dicembre 2024.
| Stagione                | Squadra                 | Campionato              | Campionato | Campionato | Coppe nazionali | Coppe nazionali | Coppe nazionali | Coppe internazionali | Coppe internazionali | Coppe internazionali | Altre coppe | Altre coppe | Altre coppe | Totale | Totale |
| Stagione                | Squadra                 | Comp                    | Pres       | Reti       | Comp            | Pres            | Reti            | Comp                 | Pres                 | Reti                 | Comp        | Pres        | Reti        | Pres   | Reti   |
| ----------------------- | ----------------------- | ----------------------- | ---------- | ---------- | --------------- | --------------- | --------------- | -------------------- | -------------------- | -------------------- | ----------- | ----------- | ----------- | ------ | ------ |
| 2008-2009               | Vysočina Jihlava        | 2L                      | 12         | 2          | CC              | 0               | 0               | -                    | -                    | -                    | -           | -           | -           | 12     | 2      |
| 2009-gen. 2010          | Vysočina Jihlava        | 2L                      | 15         | 3          | CC              | 2               | 1               | -                    | -                    | -                    | -           | -           | -           | 17     | 4      |
| Totale Vysočina Jihlava | Totale Vysočina Jihlava | Totale Vysočina Jihlava | 27         | 5          |                 | 2               | 1               |                      | -                    | -                    |             | -           | -           | 29     | 6      |
| gen.-giu. 2010          | Baník Ostrava           | 1L                      | 14         | 4          | CR              | -               | -               | -                    | -                    | -                    | -           | -           | -           | 14     | 4      |
| 2010-2011               | Udinese                 | A                       | 2          | 0          | CI              | 1               | 0               | -                    | -                    | -                    | -           | -           | -           | 3      | 0      |
| 2011-2012               | Club Bruges             | D1                      | 1          | 0          | CB              | 1               | 0               | -                    | -                    | -                    | -           | -           | -           | 2      | 0      |
| 2012-2013               | Watford                 | FLC                     | 41+3       | 20+2       | FACup+CdL       | 1+2             | 0               | -                    | -                    | -                    | -           | -           | -           | 47     | 22     |
| ago. 2013               | Udinese                 | A                       | 0          | 0          | CI              | 0               | 0               | UEL                  | 1                    | 1                    | -           | -           | -           | 1      | 1      |
| Totale Udinese          | Totale Udinese          | Totale Udinese          | 2          | 0          |                 | 1               | 0               |                      | 1                    | 1                    |             | -           | -           | 4      | 1      |
| ago. 2013-2014          | West Bromwich           | PL                      | 23         | 3          | FACup+CdL       | 1+1             | 0               | -                    | -                    | -                    | -           | -           | -           | 25     | 3      |
| 2014-2015               | Watford                 | FLC                     | 42         | 16         | FACup+CdL       | 1+2             | 0               | -                    | -                    | -                    | -           | -           | -           | 45     | 16     |
| ago. 2015               | Watford                 | FLC                     | 0          | 0          | FACup+CdL       | 1+0             | 0               | -                    | -                    | -                    | -           | -           | -           | 1      | 0      |
| set. 2015-2016          | Reading                 | FLC                     | 31         | 3          | FACup+CdL       | 5+1             | 6+0             | -                    | -                    | -                    | -           | -           | -           | 23     | 8      |
| ago. 2016               | Watford                 | PL                      | 1          | 0          | FACup+CdL       | 0+1             | 0               | -                    | -                    | -                    | -           | -           | -           | 2      | 0      |
| Totale Watford          | Totale Watford          | Totale Watford          | 84+3       | 36+2       |                 | 8               | 0               |                      | -                    | -                    |             | -           | -           | 95     | 38     |
| ago. 2016-2017          | Derby County            | FLC                     | 33         | 5          | FACup+FLC       | 3+0             | 0               | -                    | -                    | -                    | -           | -           | -           | 36     | 5      |
| 2017-2018               | Derby County            | FLC                     | 40+2       | 21         | FACup+FLC       | 1+1             | 0+1             | -                    | -                    | -                    | -           | -           | -           | 44     | 22     |
| Totale Derby Country    | Totale Derby Country    | Totale Derby Country    | 73+2       | 26         |                 | 5               | 1               |                      | -                    | -                    |             | -           | -           | 80     | 27     |
| 2018-2019               | Burnley                 | PL                      | 13         | 1          | FACup+CdL       | 2+1             | 0               | UEL                  | 1                    | 1                    | -           | -           | -           | 17     | 2      |
| 2019-2020               | Burnley                 | PL                      | 19         | 2          | FACup+CdL       | 2+1             | 0               | -                    | -                    | -                    | -           | -           | -           | 22     | 2      |
| 2020-2021               | Burnley                 | PL                      | 28         | 3          | FACup+CdL       | 3+3             | 1+2             | -                    | -                    | -                    | -           | -           | -           | 34     | 6      |
| 2021-2022               | Burnley                 | PL                      | 22         | 2          | FACup+CdL       | 0+2             | 0               | -                    | -                    | -                    | -           | -           | -           | 24     | 2      |
| Totale Burnely          | Totale Burnely          | Totale Burnely          | 82         | 8          |                 | 14              | 3               |                      | 1                    | 1                    |             | -           | -           | 97     | 12     |
| 2022-2023               | Viktoria Plzeň          | 1L                      | 16         | 4          | CRC             | 0               | 0               | -                    | -                    | -                    | -           | -           | -           | 16     | 4      |
| 2023-2024               | Viktoria Plzeň          | 1L                      | 28         | 4          | CRC             | 4               | 3               | UECL                 | 11                   | 0                    | -           | -           | -           | 43     | 7      |
| 2024-2025               | Viktoria Plzeň          | 1L                      | 16         | 4          | CRC             | 0               | 0               | UECL                 | 9                    | 3                    | -           | -           | -           | 25     | 7      |
| Totale Viktoria Plzen   | Totale Viktoria Plzen   | Totale Viktoria Plzen   | 60         | 12         |                 | 4               | 3               |                      | 20                   | 3                    |             | -           | -           | 84     | 18     |
| Totale carriera         | Totale carriera         | Totale carriera         | 402        | 99         |                 | 43              | 14              |                      | 22                   | 5                    |             | -           | -           | 467    | 118    |

### Cronologia presenze e reti in nazionale
| Cronologia completa delle presenze e delle reti in nazionale ― Rep. Ceca | Cronologia completa delle presenze e delle reti in nazionale ― Rep. Ceca | Cronologia completa delle presenze e delle reti in nazionale ― Rep. Ceca | Cronologia completa delle presenze e delle reti in nazionale ― Rep. Ceca | Cronologia completa delle presenze e delle reti in nazionale ― Rep. Ceca | Cronologia completa delle presenze e delle reti in nazionale ― Rep. Ceca | Cronologia completa delle presenze e delle reti in nazionale ― Rep. Ceca | Cronologia completa delle presenze e delle reti in nazionale ― Rep. Ceca |
| Data                                                                     | Città                                                                    | In casa                                                                  | Risultato                                                                | Ospiti                                                                   | Competizione                                                             | Reti                                                                     | Note                                                                     |
| ------------------------------------------------------------------------ | ------------------------------------------------------------------------ | ------------------------------------------------------------------------ | ------------------------------------------------------------------------ | ------------------------------------------------------------------------ | ------------------------------------------------------------------------ | ------------------------------------------------------------------------ | ------------------------------------------------------------------------ |
| 8-9-2012                                                                 | Copenaghen                                                               | Danimarca                                                                | 0 – 0                                                                    | Rep. Ceca                                                                | Qual. Mondiali 2014                                                      | -                                                                        | 73’                                                                      |
| 11-9-2012                                                                | Teplice                                                                  | Rep. Ceca                                                                | 0 – 1                                                                    | Finlandia                                                                | Amichevole                                                               | -                                                                        | 46’                                                                      |
| 16-10-2012                                                               | Praga                                                                    | Rep. Ceca                                                                | 0 – 0                                                                    | Bulgaria                                                                 | Qual. Mondiali 2014                                                      | -                                                                        | 58’                                                                      |
| 14-11-2012                                                               | Olomouc                                                                  | Rep. Ceca                                                                | 3 – 0                                                                    | Slovacchia                                                               | Amichevole                                                               | -                                                                        | 67’                                                                      |
| 6-2-2013                                                                 | Manisa                                                                   | Turchia                                                                  | 0 – 2                                                                    | Rep. Ceca                                                                | Amichevole                                                               | -                                                                        | 56’                                                                      |
| 22-3-2013                                                                | Olomouc                                                                  | Rep. Ceca                                                                | 0 – 3                                                                    | Danimarca                                                                | Qual. Mondiali 2014                                                      | -                                                                        |                                                                          |
| 26-3-2013                                                                | Erevan                                                                   | Armenia                                                                  | 0 – 3                                                                    | Rep. Ceca                                                                | Qual. Mondiali 2014                                                      | 2                                                                        |                                                                          |
| 14-8-2013                                                                | Budapest                                                                 | Ungheria                                                                 | 1 – 1                                                                    | Rep. Ceca                                                                | Amichevole                                                               | -                                                                        | 58’                                                                      |
| 15-11-2013                                                               | Olomouc                                                                  | Rep. Ceca                                                                | 2 – 0                                                                    | Canada                                                                   | Amichevole                                                               | -                                                                        | 46’                                                                      |
| 5-3-2014                                                                 | Praga                                                                    | Rep. Ceca                                                                | 2 – 2                                                                    | Norvegia                                                                 | Amichevole                                                               | 1                                                                        |                                                                          |
| 21-5-2014                                                                | Helsinki                                                                 | Finlandia                                                                | 2 – 2                                                                    | Rep. Ceca                                                                | Amichevole                                                               | 1                                                                        | 46’                                                                      |
| 3-6-2014                                                                 | Olomouc                                                                  | Rep. Ceca                                                                | 1 – 2                                                                    | Austria                                                                  | Amichevole                                                               | -                                                                        | 74’                                                                      |
| 3-9-2014                                                                 | Praga                                                                    | Rep. Ceca                                                                | 0 – 1                                                                    | Stati Uniti                                                              | Amichevole                                                               | -                                                                        | 46’                                                                      |
| 9-9-2014                                                                 | Praga                                                                    | Rep. Ceca                                                                | 2 – 1                                                                    | Paesi Bassi                                                              | Qual. Euro 2016                                                          | -                                                                        | 72’                                                                      |
| 10-10-2014                                                               | Istanbul                                                                 | Turchia                                                                  | 1 – 2                                                                    | Rep. Ceca                                                                | Qual. Euro 2016                                                          | -                                                                        | 84’                                                                      |
| 24-3-2016                                                                | Praga                                                                    | Rep. Ceca                                                                | 0 – 1                                                                    | Scozia                                                                   | Amichevole                                                               | -                                                                        | 65’                                                                      |
| 29-3-2016                                                                | Solna                                                                    | Svezia                                                                   | 1 – 1                                                                    | Rep. Ceca                                                                | Amichevole                                                               | 1                                                                        | 72’                                                                      |
| 31-8-2016                                                                | Mladá Boleslav                                                           | Rep. Ceca                                                                | 3 – 0                                                                    | Armenia                                                                  | Amichevole                                                               | -                                                                        | 46’                                                                      |
| 4-9-2016                                                                 | Praga                                                                    | Rep. Ceca                                                                | 0 – 0                                                                    | Irlanda del Nord                                                         | Qual. Mondiali 2018                                                      | -                                                                        | 83’                                                                      |
| 8-10-2016                                                                | Amburgo                                                                  | Germania                                                                 | 3 – 0                                                                    | Rep. Ceca                                                                | Qual. Mondiali 2018                                                      | -                                                                        | 76’                                                                      |
| 13-10-2018                                                               | Trnava                                                                   | Slovacchia                                                               | 1 – 2                                                                    | Rep. Ceca                                                                | UEFA Nations League 2018-2019 - 1º turno                                 | -                                                                        | 89’                                                                      |
| 16-10-2018                                                               | Kiev                                                                     | Ucraina                                                                  | 1 – 0                                                                    | Rep. Ceca                                                                | UEFA Nations League 2018-2019 - 1º turno                                 | -                                                                        | 67’                                                                      |
| 15-11-2018                                                               | Danzica                                                                  | Polonia                                                                  | 0 – 1                                                                    | Rep. Ceca                                                                | Amichevole                                                               | -                                                                        | 66’                                                                      |
| 19-11-2018                                                               | Praga                                                                    | Rep. Ceca                                                                | 1 – 0                                                                    | Slovacchia                                                               | UEFA Nations League 2018-2019 - 1º turno                                 | -                                                                        | 64’                                                                      |
| 22-3-2019                                                                | Londra                                                                   | Inghilterra                                                              | 5 – 0                                                                    | Rep. Ceca                                                                | Qual. Euro 2020                                                          | -                                                                        | 46’                                                                      |
| 26-3-2019                                                                | Praga                                                                    | Rep. Ceca                                                                | 1 – 3                                                                    | Brasile                                                                  | Amichevole                                                               | -                                                                        | 53’                                                                      |
| 7-10-2020                                                                | Larnaca                                                                  | Cipro                                                                    | 1 – 2                                                                    | Rep. Ceca                                                                | Amichevole                                                               | -                                                                        | 62’                                                                      |
| 11-10-2020                                                               | Haifa                                                                    | Israele                                                                  | 1 – 2                                                                    | Rep. Ceca                                                                | UEFA Nations League 2020-2021 - 1º turno                                 | 1                                                                        | 68’                                                                      |
| 14-10-2020                                                               | Glasgow                                                                  | Scozia                                                                   | 1 – 0                                                                    | Rep. Ceca                                                                | UEFA Nations League 2020-2021 - 1º turno                                 | -                                                                        | 77’                                                                      |
| 11-11-2020                                                               | Berlino                                                                  | Germania                                                                 | 1 – 0                                                                    | Rep. Ceca                                                                | Amichevole                                                               | -                                                                        | 46’                                                                      |
| 15-11-2020                                                               | Plzeň                                                                    | Rep. Ceca                                                                | 1 – 0                                                                    | Israele                                                                  | UEFA Nations League 2020-2021 - 1º turno                                 | -                                                                        | 82’                                                                      |
| 18-11-2020                                                               | Plzeň                                                                    | Rep. Ceca                                                                | 2 – 0                                                                    | Slovacchia                                                               | UEFA Nations League 2020-2021 - 1º turno                                 | -                                                                        | 66’                                                                      |
| 24-3-2021                                                                | Lublino                                                                  | Estonia                                                                  | 2 – 6                                                                    | Rep. Ceca                                                                | Qual. Mondiali 2022                                                      | -                                                                        | 65’                                                                      |
| 27-3-2021                                                                | Praga                                                                    | Rep. Ceca                                                                | 1 – 1                                                                    | Belgio                                                                   | Qual. Mondiali 2022                                                      | -                                                                        | 78’                                                                      |
| 30-3-2021                                                                | Cardiff                                                                  | Galles                                                                   | 1 – 0                                                                    | Rep. Ceca                                                                | Qual. Mondiali 2022                                                      | -                                                                        | 87’                                                                      |
| 4-6-2021                                                                 | Bologna                                                                  | Italia                                                                   | 4 – 0                                                                    | Rep. Ceca                                                                | Amichevole                                                               | -                                                                        | 61’                                                                      |
| 14-6-2021                                                                | Glasgow                                                                  | Scozia                                                                   | 0 – 2                                                                    | Rep. Ceca                                                                | Euro 2020 - 1º turno                                                     | -                                                                        | 72’                                                                      |
| 22-6-2021                                                                | Londra                                                                   | Rep. Ceca                                                                | 0 – 1                                                                    | Inghilterra                                                              | Euro 2020 - 1º turno                                                     | -                                                                        | 84’                                                                      |
| 3-7-2021                                                                 | Baku                                                                     | Rep. Ceca                                                                | 1 – 2                                                                    | Danimarca                                                                | Euro 2020 - Quarti di finale                                             | -                                                                        | 79’                                                                      |
| 2-9-2021                                                                 | Ostrava                                                                  | Rep. Ceca                                                                | 1 – 0                                                                    | Bielorussia                                                              | Qual. Mondiali 2022                                                      | -                                                                        | 63’                                                                      |
| 5-9-2021                                                                 | Bruxelles                                                                | Belgio                                                                   | 3 – 0                                                                    | Rep. Ceca                                                                | Qual. Mondiali 2022                                                      | -                                                                        | 65’                                                                      |
| 8-9-2021                                                                 | Plzeň                                                                    | Rep. Ceca                                                                | 1 – 1                                                                    | Ucraina                                                                  | Amichevole                                                               | 1                                                                        | 46’                                                                      |
| 8-10-2021                                                                | Praga                                                                    | Rep. Ceca                                                                | 2 – 2                                                                    | Galles                                                                   | Qual. Mondiali 2022                                                      | -                                                                        | 76’                                                                      |
| 11-10-2021                                                               | Kazan'                                                                   | Bielorussia                                                              | 0 – 2                                                                    | Rep. Ceca                                                                | Qual. Mondiali 2022                                                      | -                                                                        | 46’                                                                      |
| 11-11-2021                                                               | Olomouc                                                                  | Rep. Ceca                                                                | 7 – 0                                                                    | Kuwait                                                                   | Amichevole                                                               | -                                                                        | 61’                                                                      |
| 16-11-2021                                                               | Praga                                                                    | Rep. Ceca                                                                | 2 – 0                                                                    | Estonia                                                                  | Qual. Mondiali 2022                                                      | -                                                                        | 69’                                                                      |
| Totale                                                                   |                                                                          | Presenze                                                                 | 46                                                                       |                                                                          | Reti                                                                     | 7                                                                        |                                                                          |

## Palmarès

### Individuale
- EFL Awards: 1

2013
- PFA Football League Championship Team of the Year: 1[45]

2012-2013
- Talento ceco dell'anno: 1

2013
- Capocannoniere della Football League Championship: 1

2017-2018 (21 gol)